# Household Cavalry Regiment

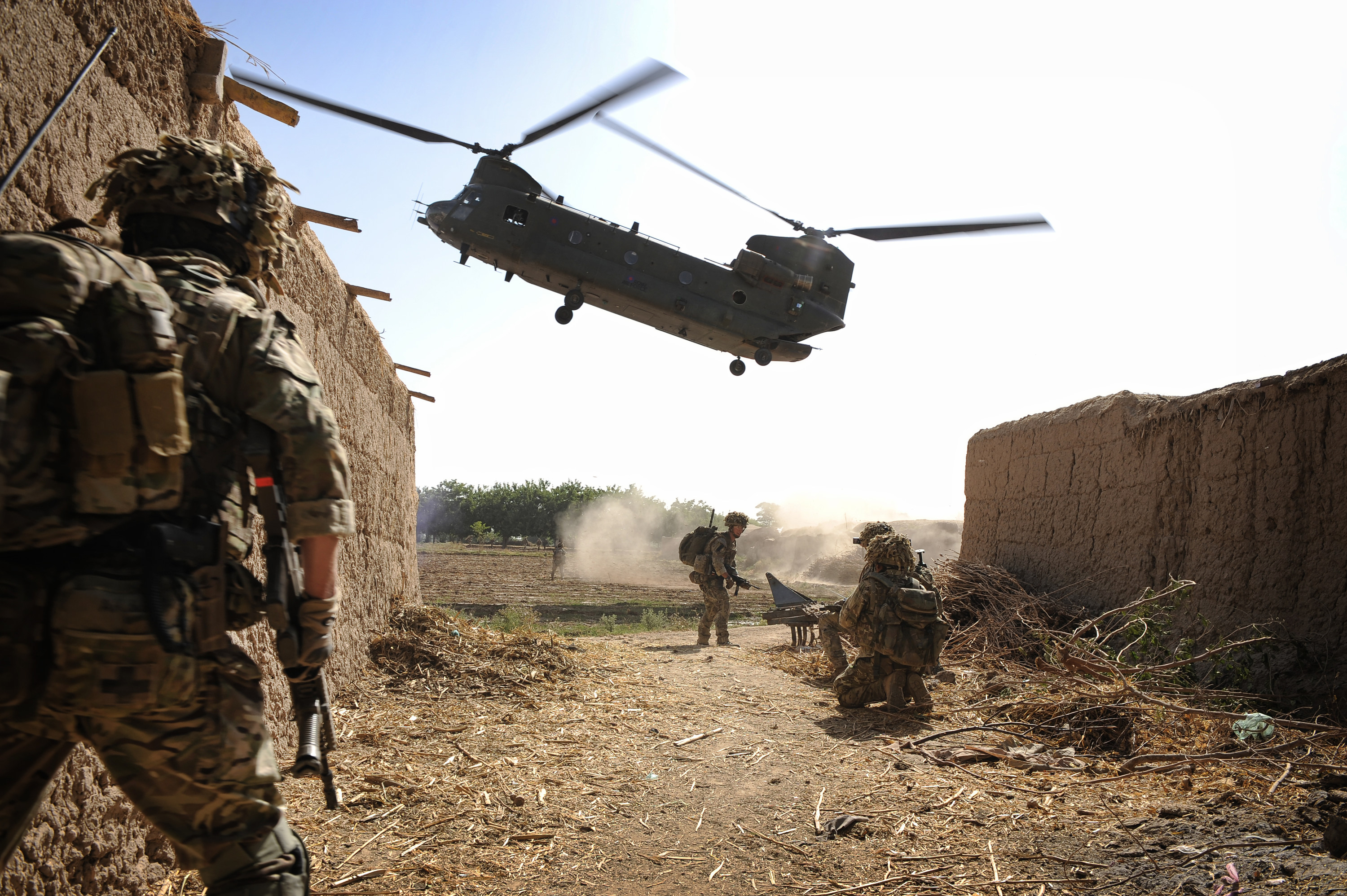
Soldados HCR movem-se ao final de uma operação de busca durante sua implantação na província de Helmand, no Afeganistão, em 2013, durante Op Herrick 18.

O Household Cavalry Regiment  (HCR; em português: Regimento de Cavalaria Doméstica) é um regimento de Cavalaria Blindada do Exército Britânico com sede em Bulford Camp em Wiltshire. É o regimento irmão do Household Cavalry Mounted Regiment (HCMR) com base em Hyde Park Barracks em Londres - ambos os regimentos juntos formam a Household Cavalry (HCav). A Household Cavalry foi formada em 1992, no âmbito das reformas Options for Change, pela união dos The Life Guards e dos Blues and Royals, a fim de preservar as identidades distintas dos regimentos. Um precedente para o Regimento de Cavalaria Doméstica foi previamente estabelecido pelo Regimento Composto de Cavalaria Doméstica - ativo durante a Guerra Anglo-Egípcia, a Segunda Guerra dos Bôeres e, posteriormente, durante a Primeira e a Segunda Guerras Mundiais.
O HCR faz parte da Household Cavalry, em vez do Royal Armored Corps (RAC), que engloba todos os outros regimentos blindados e de cavalaria do Exército Britânico. Serve como Regimento de Formação de Reconhecimento da 1ª Brigada de Infantaria Blindada e, portanto, está equipado com a família de veículos de Reconhecimento de Veículos de Combate (Rastreados), incluindo a Cimitarra , e é considerado, para fins operacionais, como parte do RAC.